# Milanesini
I milanesini o biscotti milanesi (in tedesco: Mailänderli; in francese: milanais)  sono dei dolcetti tipici del periodo natalizio a base di farina, zucchero e burro, diffusi soprattutto in Svizzera, in Liechtenstein, in Austria e nel sud della Germania (anche se dolci simili sono conosciuti anche in altri Paesi) e che hanno avuto origine alla fine del XVIII secolo.

## Origine del nome
Ignota è l'origine del nome, che farebbe pensare che il dolce sia originario di Milano (Mailänder = "milanese" in tedesco).
È tuttavia probabile che a Milano esistesse un dolce simile in pasta sfoglia e, forse, per questo motivo anche a questi dolci è stato dato il nome di "milanesini".

## Storia
Una ricetta dei milanesini si trova già in un libro di cucina pubblicato nel 1780 da Andreas Morel.
In un libro di cucina bernese del 1840, il dolcetto viene chiamato gâteau de Milan.

## Ingredienti
Per preparare circa 40 milanesini, occorrono i seguenti ingredienti
- farina (250 g)
- burro (125 g)
- zucchero (125 g)
- un uovo intero
- un tuorlo
- una scorza di limone
- un pizzico di sale

Tutti gli ingredienti al momento della preparazione devono essere a temperatura ambiente. 
In una bacinella molto grande mescolate il burro, lo zucchero, la scorza di limone e il sale. Ottenete un buon impasto e aggiungete l’uovo. Sbattere bene, aggiungere la farina poca alla volta e lavorare con le mani fino a ottenere un buon impasto. Formate una palla, avvolgetela in un panno o della pellicola e mettere nel frigorifero a riposare almeno un paio d’ore. Spianate l'impasto con un matterello su una superficie leggermente infarinata, dovrà avere circa un centimetro di spessore. Ritagliate la pasta con gli stampini desiderati e appoggiare i biscotti sulla placca del forno foderata con della carta alluminio o ricoperta con dei fogli di cottura per il forno. Pennellate solo la superficie del biscotto con del rosso d’uovo mischiato ad un pizzico di zucchero. Mettete la teglia nel forno a 150-180 gradi e curate la cottura fino alla doratura dei biscotti (circa 12-15 minuti).